# Cyrus (Minnesota)
Cyrus é uma cidade localizada no estado americano de Minnesota, no Condado de Pope.

## Demografia
Segundo o censo americano de 2000, a sua população era de 303 habitantes.
Em 2006, foi estimada uma população de 277, um decréscimo de 26 (-8.6%).

## Geografia
De acordo com o United States Census Bureau tem uma área de
0,7 km², dos quais 0,7 km² cobertos por terra e 0,0 km² cobertos por água. Cyrus localiza-se a aproximadamente 352 m acima do nível do mar.

## Localidades na vizinhança
O diagrama seguinte representa as localidades num raio de 20 km ao redor de Cyrus.